# Nedbank Namibia

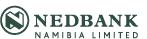
Ehemaliges Logo

Die Nedbank Namibia ist Teil der südafrikanischen Bankengruppe Nedbank. Aus rechtlichen Gründen ist die Nedbank Namibia weitestgehend von der südafrikanischen Muttergesellschaft losgelöst.
Die Bank entstand in Namibia 1973 unter dem Namen Swabank (Südwestafrikanischen Bank). Sie wurde später unter dem Namen Commercial Bank of Namibia Teil der deutschen Commerzbank. 1994 übernahm die Nedbank aus Südafrika den Großteil der Anteile und benannte die Bank in Nedbank um. Sie ist offiziell Teil der Nednamibia Holdings.
Sie bietet Finanzdienstleistungen für Privat- und Firmenkunden.